# Tshangu (distrikt)
Tshangu var till den administrativa reformen 2015 ett distrikt i Kinshasa. Det omfattade stadsdelarna (franska: communes) Kimbanseke, Maluku, Masina, Ndjili och Nsele.